# SN 2008fx
SN 2008fx – supernowa typu Ia odkryta 23 września 2008 roku w galaktyce A021133+2352. W momencie odkrycia miała maksymalną jasność 17,70m.